# The Complete Vee Jay Lee Morgan-Wayne Shorter Sessions
The Complete Vee Jay Lee Morgan-Wayne Shorter Sessions è una raccolta di sei CD di Lee Morgan e Wayne Shorter, pubblicato dalla Mosaic Records nel 2000, con brani registrati tra il 1959 ed il 1961.

## Tracce
CD 1
1. Seeds of Sin (Alternate Take) – 5:48 (Wayne Shorter) – Registrato il 25 aprile 1960 al Bell Sound Studio B di New York
2. Seeds of Sin – 5:45 (Wayne Shorter) – Registrato il 25 aprile 1960 al Bell Sound Studio B di New York
3. Scourin' (Alternate Take) – 6:14 (Wayne Shorter) – Registrato il 25 aprile 1960 al Bell Sound Studio B di New York
4. Scourin' – 5:55 (Wayne Shorter) – Registrato il 25 aprile 1960 al Bell Sound Studio B di New York
5. Fat Lady (Alternate Take) – 5:23 (Bobby Timmons) – Registrato il 25 aprile 1960 al Bell Sound Studio B di New York
6. Fat Lady – 5:00 (Bobby Timmons) – Registrato il 25 aprile 1960 al Bell Sound Studio B di New York
7. Peaches and Cream – 6:51 (Wayne Shorter) – Registrato il 25 aprile 1960 al Bell Sound Studio B di New York
8. That's Right – 11:35 (Lee Morgan) – Registrato il 25 aprile 1960 al Bell Sound Studio B di New York[1]
9. Running Brook (First Version) – 6:47 (Wayne Shorter) – Registrato il 3 febbraio 1960 al Bell Sound Studio B di New York[2]
10. Terrible T (First Version) – 6:55 (Lee Morgan) – Registrato l'8 febbraio 1960 al Bell Sound Studio B di New York

CD 2
1. Mogie (First Alternate Take) – 7:32 (Lee Morgan) – Registrato l'8 febbraio 1960 al Bell Sound Studio B di New York
2. Mogie (Second Alternate Take) – 7:29 (Lee Morgan) – Registrato l'8 febbraio 1960 al Bell Sound Studio B di New York
3. Mogie – 7:41 (Lee Morgan) – Registrato l'8 febbraio 1960 al Bell Sound Studio B di New York
4. Off Spring (Alternate Take) – 6:39 (Milt Jackson) – Registrato l'8 febbraio 1960 al Bell Sound Studio B di New York
5. Off Spring – 6:18 (Milt Jackson) – Registrato l'8 febbraio 1960 al Bell Sound Studio B di New York
6. Bess (Alternate Take) – 6:39 (Lee Morgan) – Registrato l'8 febbraio 1960 al Bell Sound Studio B di New York
7. Bess – 6:29 (Lee Morgan) – Registrato l'8 febbraio 1960 al Bell Sound Studio B di New York
8. Running Brook (Alternate Take) – 6:16 (Wayne Shorter) – Registrato l'8 febbraio 1960 al Bell Sound Studio B di New York
9. Running Brook – 6:08 (Wayne Shorter) – Registrato l'8 febbraio 1960 al Bell Sound Studio B di New York
10. Terrible T (Alternate Take) – 5:41 (Lee Morgan) – Registrato l'8 febbraio 1960 al Bell Sound Studio B di New York
11. Terrible T – 5:13 (Lee Morgan) – Registrato l'8 febbraio 1960 al Bell Sound Studio B di New York

CD 3
1. I'm a Fool to Want You (First Alternate Take) – 5:54 (Joel Herron, Frank Sinatra, Jack Wolf) – Registrato l'8 febbraio 1960 al Bell Sound Studio B di New York
2. I'm a Fool to Want You – 5:35 (Joel Herron, Frank Sinatra, Jack Wolf) – Registrato l'8 febbraio 1960 al Bell Sound Studio B di New York
3. I'm a Fool to Want You (Second Alternate Take) – 5:48 (Joel Herron, Frank Sinatra, Jack Wolf) – Registrato l'8 febbraio 1960 al Bell Sound Studio B di New York[3]
4. Expoobident (Alternate Take) – 5:11 (Eddie Higgins) – Registrato il 14 ottobre 1960 al Universal Recording di Chicago, Illinois
5. Expoobident – 5:02 (Eddie Higgins) – Registrato il 14 ottobre 1960 al Universal Recording di Chicago, Illinois
6. Fire (Alternate Take) – 5:07 (Wayne Shorter) – Registrato il 14 ottobre 1960 al Universal Recording di Chicago, Illinois
7. Fire – 4:52 (Wayne Shorter) – Registrato il 14 ottobre 1960 al Universal Recording di Chicago, Illinois
8. Just in Time (Alternate Take) – 5:46 (Betty Comden, Adolph Green, Jule Styne) – Registrato il 14 ottobre 1960 al Universal Recording di Chicago, Illinois
9. Just in Time – 3:33 (Betty Comden, Adolph Green, Jule Styne) – Registrato il 14 ottobre 1960 al Universal Recording di Chicago, Illinois
10. Triple Track (Alternate Take) – 5:13 (Lee Morgan) – Registrato il 14 ottobre 1960 al Universal Recording di Chicago, Illinois
11. Triple Track – 5:03 (Lee Morgan) – Registrato il 14 ottobre 1960 al Universal Recording di Chicago, Illinois
12. Easy Living – 5:59 (Ralph Rainger, Leo Robin) – Registrato il 14 ottobre 1960 al Universal Recording di Chicago, Illinois
13. The Hearing – 3:37 (Clifford Jordan) – Registrato il 14 ottobre 1960 al Universal Recording di Chicago, Illinois
14. Lost and Found – 3:32 (Clifford Jordan) – Registrato il 14 ottobre 1960 al Universal Recording di Chicago, Illinois[4]

CD 4
1. Blues a la Carte (Alternate Take) – 5:43 (Wayne Shorter) – Registrato il 9 novembre 1959 al Fine Sound Studios di New York
2. Blues a la Carte – 5:40 (Wayne Shorter) – Registrato il 9 novembre 1959 al Fine Sound Studios di New York
3. Harry's Last Stand – 5:01 (Wayne Shorter) – Registrato il 9 novembre 1959 al Fine Sound Studios di New York
4. Harry's Last Stand – 4:46 (Wayne Shorter) – Registrato il 9 novembre 1959 al Fine Sound Studios di New York[5]
5. Down in the Dephts (Alternate Take) – 10:17 (Wayne Shorter) – Registrato il 10 novembre 1959 al Fine Sound Studios di New York
6. Down in the Dephts – 9:40 (Wayne Shorter) – Registrato il 10 novembre 1959 al Fine Sound Studios di New York
7. Pug Nose (Alternate Take) – 8:14 (Wayne Shorter) – Registrato il 10 novembre 1959 al Fine Sound Studios di New York
8. Pug Nose – 6:54 (Wayne Shorter) – Registrato il 10 novembre 1959 al Fine Sound Studios di New York
9. Black Diamond (Alternate Take) – 7:46 (Wayne Shorter) – Registrato il 10 novembre 1959 al Fine Sound Studios di New York
10. Black Diamond – 6:06 (Wayne Shorter) – Registrato il 10 novembre 1959 al Fine Sound Studios di New York
11. Mack the Knife – 6:23 (Marc Blitzstein, Bertolt Brecht, Kurt Weill) – Registrato il 10 novembre 1959 al Fine Sound Studios di New York[6]

CD 5
1. The Ruby and the Pearl (Alternate Take) – 7:39 (Ray Evans, Jay Livingston) – Registrato l'11 ottobre 1960 all'Universal Recording Studios di Chicago, Illinois
2. The Ruby and the Pearl – 5:59 (Ray Evans, Jay Livingston) – Registrato l'11 ottobre 1960 all'Universal Recording Studios di Chicago, Illinois
3. Pay as You Go – 3:45 (Wayne Shorter) – Registrato l'11 ottobre 1960 all'Universal Recording Studios di Chicago, Illinois
4. Second Genesis – 4:13 (Wayne Shorter) – Registrato l'11 ottobre 1960 all'Universal Recording Studios di Chicago, Illinois
5. Mr. Chairman (Alternate Take) – 3:16 (Wayne Shorter) – Registrato l'11 ottobre 1960 all'Universal Recording Studios di Chicago, Illinois
6. Mr. Chairman – 3:17 (Wayne Shorter) – Registrato l'11 ottobre 1960 all'Universal Recording Studios di Chicago, Illinois
7. Tenderfoot – 2:50 (Wayne Shorter) – Registrato l'11 ottobre 1960 all'Universal Recording Studios di Chicago, Illinois
8. Tenderfoot – 3:28 (Wayne Shorter) – Registrato l'11 ottobre 1960 all'Universal Recording Studios di Chicago, Illinois
9. The Albatross (Alternate Take) – 5:14 (Wayne Shorter) – Registrato l'11 ottobre 1960 all'Universal Recording Studios di Chicago, Illinois
10. The Albatross – 5:26 (Wayne Shorter) – Registrato l'11 ottobre 1960 all'Universal Recording Studios di Chicago, Illinois
11. Getting to Know You (Alternate Take) – 4:35 (Oscar Hammerstein II, Richard Rodgers) – Registrato l'11 ottobre 1960 all'Universal Recording Studios di Chicago, Illinois
12. Getting to Know You – 4:20 (Oscar Hammerstein II, Richard Rodgers) – Registrato l'11 ottobre 1960 all'Universal Recording Studios di Chicago, Illinois
13. I Didn't Know What Time It Was – 5:30 (Lorenz Hart, Richard Rodgers) – Registrato l'11 ottobre 1960 all'Universal Recording Studios di Chicago, Illinois[7]

CD 6
1. Black Orpheus (Alternate Take) – 4:42 (Luiz Bonfá, Antônio Carlos Jobim) – Registrato il 2 novembre 1961 all'Universal Recording Studios di Chicago, Illinois
2. Black Orpheus – 4:38 (Luiz Bonfá, Antônio Carlos Jobim) – Registrato il 2 novembre 1961 all'Universal Recording Studios di Chicago, Illinois
3. Dead End (First Alternate Take) – 4:41 (Wayne Shorter) – Registrato il 2 novembre 1961 all'Universal Recording Studios di Chicago, Illinois
4. Dead End (Second Alternate Take) – 5:12 (Wayne Shorter) – Registrato il 2 novembre 1961 all'Universal Recording Studios di Chicago, Illinois
5. Dead End – 4:36 (Wayne Shorter) – Registrato il 2 novembre 1961 all'Universal Recording Studios di Chicago, Illinois
6. All or Nothing at All (Alternate Take) – 3:01 (Arthur Altman, Jack Lawrence) – Registrato il 2 novembre 1961 all'Universal Recording Studios di Chicago, Illinois
7. All or Nothing at All – 2:59 (Arthur Altman, Jack Lawrence) – Registrato il 2 novembre 1961 all'Universal Recording Studios di Chicago, Illinois
8. Calloway Went That-A-Way (Alternate Take) – 4:00 (Wayne Shorter) – Registrato il 2 novembre 1961 all'Universal Recording Studios di Chicago, Illinois
9. Calloway Went That-A-Way – 4:52 (Wayne Shorter) – Registrato il 2 novembre 1961 all'Universal Recording Studios di Chicago, Illinois[8]
10. Wayning Moments (First Alternate Take) – 6:20 (Eddie Higgins) – Registrato il 6 novembre 1961 all'Universal Recording Studios di Chicago, Illinois
11. Wayning Moments – 4:22 (Eddie Higgins) – Registrato il 6 novembre 1961 all'Universal Recording Studios di Chicago, Illinois
12. Wayning Moments (Second Alternate Take) – 4:22 (Eddie Higgins) – Registrato il 6 novembre 1961 all'Universal Recording Studios di Chicago, Illinois
13. Moon of Manakoora (Alternate Take) – 4:49 (Frank Loesser, Alfred Newman) – Registrato il 6 novembre 1961 all'Universal Recording Studios di Chicago, Illinois
14. Moon of Manakoora – 3:45 (Frank Loesser, Alfred Newman) – Registrato il 6 novembre 1961 all'Universal Recording Studios di Chicago, Illinois
15. Powder Keg (Alternate Take) – 3:38 (Wayne Shorter) – Registrato il 6 novembre 1961 all'Universal Recording Studios di Chicago, Illinois
16. Powder Keg – 3:14 (Wayne Shorter) – Registrato il 6 novembre 1961 all'Universal Recording Studios di Chicago, Illinois
17. Devil's Island (Alternate Take) – 4:00 (Wayne Shorter) – Registrato il 6 novembre 1961 all'Universal Recording Studios di Chicago, Illinois
18. Devil's Island – 3:54 (Wayne Shorter) – Registrato il 6 novembre 1961 all'Universal Recording Studios di Chicago, Illinois[9]

## Musicisti
Brani CD 1 - dal nr. 1 al nr. 8
- Lee Morgan - tromba
- Wayne Shorter - sassofono tenore
- Frank Strozier - sassofono alto
- Bobby Timmons - pianoforte
- Bob Cranshaw - contrabbasso
- Louis Hayes - batteria (brani: 1, 2, 3 e 4)
- Albert Heath - batteria (brani: 5, 6, 7 e 8)

Brani CD 1 - dal nr. 9 al nr. 10 / CD 2 - dal nr. 1 al nr. 11 / CD 3 - dal nr. 1 al nr. 3
- Lee Morgan - tromba
- Clifford Jordan - sassofono tenore
- Wynton Kelly - pianoforte
- Paul Chambers - contrabbasso
- Art Blakey - batteria

Brani CD 3 -  da nr. 4 a nr. 14
- Lee Morgan - tromba
- Clifford Jordan - sassofono tenore (tranne brano: 12)
- Eddie Higgins - pianoforte
- Art Davis - contrabbasso
- Art Blakey - batteria

Brani CD 4 - da nr. 1 a nr. 11
- Lee Morgan - tromba
- Wayne Shorter - sassofono tenore
- Wynton Kelly - pianoforte
- Paul Chambers - contrabbasso
- Jimmy Cobb - batteria

Brani CD 5 - da nr. 1 a nr. 13
- Wayne Shorter - sassofono tenore
- Cedar Walton - pianoforte
- Bob Cranshaw - contrabbasso
- Art Blakey - batteria

Brani CD 6 - da nr. 1 a nr. 18
- Wayne Shorter - sassofono tenore
- Freddie Hubbard - tromba (tranne brani: 6 e 7)
- Eddie Higgins - pianoforte
- Jymie Merritt - contrabbasso
- Marshall Thompson - batteria